# Formicarium

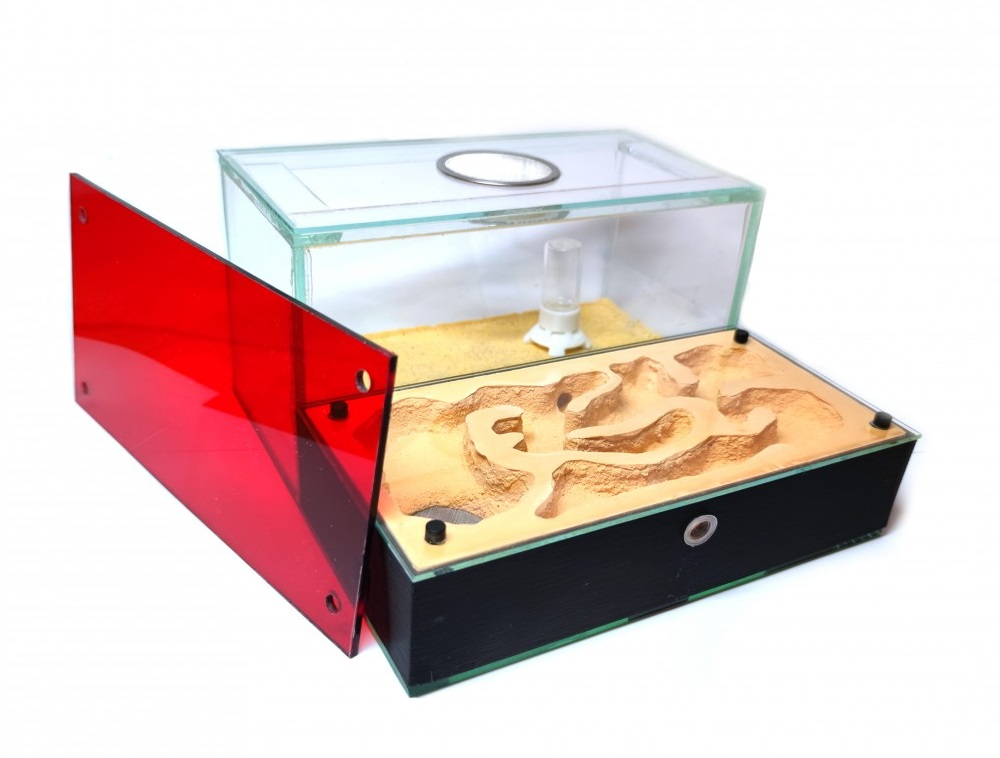
Formicarium mit Nest aus Gips.

Ein Formicarium ist ein Behälter oder eine Anlage aus Behältern zur Beobachtung und Haltung von Ameisen. Es ist daher ein spezielles Terrarium, das den Lebensraum einer Ameisenart nachbildet.

## Bestandteile eines Formicariums
Ein vollständiges Formicarium besteht mindestens aus dem „Nest“ und der „Arena“, welche entweder voneinander getrennt oder aber ineinander gestellt sein können, den Verbindungsröhren oder -schläuchen und einer geeigneten Ausbruchssicherung, so dass die Ameisen nicht unkontrolliert das Formicarium verlassen können. Hinzu kommen Gerätschaften zur Klimaregulation (Temperatur, Luftfeuchtigkeit und Helligkeit).
Die „Arena“ ist ein mit dem Nest verbundener (oder das Nest umgebender) weiterer Behälter, in dem die Ameisen sich mit Futter versorgen und Abfälle entsorgen können.
Oft sind Formicarien zweckentfremdete Behältnisse, die mit einem Ameisennest und einer Ausbruchssicherung versehen werden. Mittlerweile gibt es aber auch Händler, die geeignete Behälter und Zubehör verkaufen.

## Nesttypen

### Gasbeton
Man kann ein Nest aus einem Gasbeton-Stein (Ytong oder Porenbeton) fertigen. Dazu nimmt man einen solchen Stein und ritzt, meißelt oder fräst Gänge und Kammern in eine oder mehrere Flächen des Steins. Auf diese Seiten werden dann Glas oder Plexiglas-Scheiben geklebt. Diese Scheiben sollten durch eine rote Folie verdunkelt werden. Das Nestklima lässt sich ausgezeichnet von außen durch angefertigte Wasserspeicher regeln.

### Gips
Ein Nest aus Gips ist einem Gasbeton-Nest sehr ähnlich; bis auf den Unterschied, dass Gips luftundurchlässig ist, wodurch sich die Schimmelgefahr im Nestinneren erhöht.

### Glasscheiben mit Erde (Ameisenfarm)

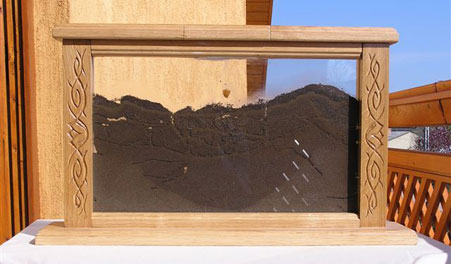
Ameisenfarm

Zur Herstellung werden zwei Glas- oder Plexiglasscheiben aufrecht, parallel und dicht nebeneinander in einem Rahmen befestigt und der Zwischenraum mit Erde oder einer Sand-Lehmpulver-Mischung gefüllt. Diese sehr bekannte Haltungsform von Ameisen erlaubt den Ameisen selbständig Gänge und Nestkammern zwischen die beiden Scheiben zu graben, so dass man als Beobachter einen guten Einblick in das Nest erhält. Die Glasscheiben dieser Nestform werden üblicherweise mit roter Farbfilterfolie abgedeckt. Da Ameisen rot-blind sind, sorgt dies dafür, dass für sie das Nest dunkel erscheint, während eine Beobachtung weiterhin möglich ist. Besonders gut lassen sich in dieser Nestart rote bis rötlich-braune Ameisenarten (z. B. Rote Gartenameise und Gelbe Wiesenameise) beobachten.

### Haltung in Gelfarmen
Die sogenannten Gelfarmen, die mit farbigem Gelee gefüllt sind, haben sich nicht als geeignete Umgebung für Ameisen erwiesen. Langlebige Kolonien oder gar Nachzuchten sind in solchen Behältern nicht bekannt.

### Reagenzglas (Neströhrchen)

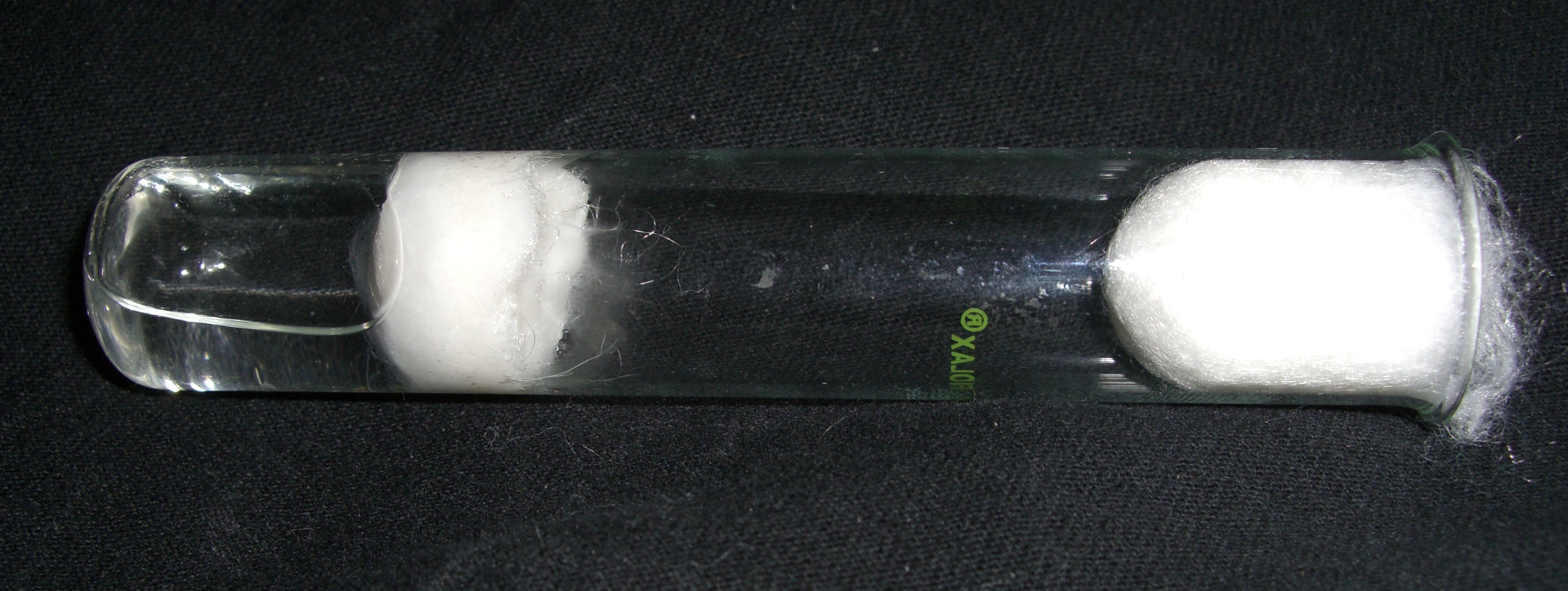
Einfaches Neströhrchen ohne Bewohner

Junge Kolonien werden oft vorübergehend in solchen Nestern herangezogen, bis ab einer gewissen Koloniegröße ein größeres Formicarium angeboten wird.
Manche volksschwachen Ameisenarten können auch dauerhaft darin gehalten werden.
Für den Bau eines Neströhrchens füllt man ein Reagenzglas zu einem Viertel bis zu einem Drittel mit Wasser und schiebt dann Watte in das Reagenzglas bis zum Wasser. Die Watte sollte sich vollsaugen und den so entstandenen „Wassertank“ fest verschließen. Der vordere Bereich bildet die „Nistkammer“. Das Reagenzglas wird mit luftdurchlässigem Material (z. B. einem zweiten Wattebausch) verschlossen und wird üblicherweise waagerecht gelagert.
Zusätzlich empfiehlt sich die Abdunkelung mit Alufolie oder roter Sichtfolie.

## Ausbruchssicherungen

### Verschließen des Formicariums
Das Verschließen der Formicarien ist recht simpel (z. B. Tupperdose mit Deckel), jedoch birgt es eine Menge Nachteile: da die Luft gar nicht oder nur sehr schlecht zirkulieren kann, ist die Schimmelgefahr sehr hoch. Verstärkt wird dieser Effekt noch durch die Fütterung, die ab einer gewissen Volksgröße im Formicarium erfolgen muss, da man sonst die Tiere nur sehr umständlich alle wieder ins Formicarium zurückbekommt. Da die Ameisen das Formicarium nicht verlassen können, muss der Halter die Futterreste und sonstigen Abfälle seiner Schützlinge entfernen, um die Schimmelgefahr zu senken.
Abhilfe kann hier leicht durch gezielte Belüftung, entweder mit Lüftern oder mit passiven Lüftungen wie Löchern geschaffen werden,
diese müssen jedoch mit grober Filterwatte verschlossen oder mit einem Gitter versehen werden, welches engmaschig genug ist, damit die Ameisen nicht hindurchschlüpfen können.

### Wassergraben
Das Anlegen eines Wassergrabens um ein Formicarium lässt sich ebenfalls recht einfach bewerkstelligen. Die Nachteile liegen hier zum einen in der ständigen Wartung des Wasserstandes, da dieses langsam verdunstet und zum anderen in der Tatsache, dass kleinere Ameisenarten wie etwa die Schwarze Wegameise den auf dem Wasser abgelagerten Staub als Brücke nutzen können. Abhilfe können hier jedoch einige Tropfen Spülmittel (oder Olivenöl) schaffen, da diese die Oberflächenspannung herabsetzen. Hierbei können aber fouragierende Ameisen leicht abrutschen und dann ertrinken.

### Rasierschaum
Frischer Rasierschaum hält Ameisen erfolgreich zurück, jedoch sind bei dieser Methode die „Wartungsarbeiten“ enorm, da der Rasierschaum regelmäßig erneuert werden muss. Nebenbei ist das ganze sehr geruchsintensiv.

### Kreide
Auch Kreide hindert Ameisen für kurze Zeit am Ausbrechen. Dazu wird die Kreide an die entsprechenden Formicarienwände aufgetragen. Betritt eine Ameise die Kreide, wird sie keinen Halt finden, da die Kreide nicht am Untergrund haftet und somit keine Lauffläche bildet. Die Ameise kann daher nicht darüber gehen. Allerdings handelt es sich dabei um keine sichere Methode des Ausbruchschutzes. Dazu muss sie sehr oft erneuert werden, weshalb sie in der Praxis nur wenig Anwendung findet.

### Öl
Durch Anstreichen steiler Wände mit (Paraffin-)Öl wird den Ameisen das Erklimmen dieser deutlich erschwert, wenn nicht sogar gänzlich verhindert. Der Vorteil liegt hier in der besonders einfachen Umsetzung der Sicherung und des geringen Wartungsaufwandes. Leider verenden oftmals viele Tiere am Öl, da es ihnen die Atemorgane (Tracheen) verklebt.

### Talkum
Talkum wird zuerst mit Wasser zu einem Brei vermischt und dann auf die Wände aufgetragen. Nach einer Trocknungszeit von ein bis zwei Tagen muss bei besonders kleinen Ameisenarten, wie z. B. bei Pheidole pallidula, die Talkumoberfläche mit dem Finger oder einem feinen Haarpinsel aufgeraut werden. Versuchen die Ameisen dann, über die Talkumschicht zu laufen, bröseln die winzigen Partikel ab, und die Tarsen der Tiere finden keinen Halt. Dies ist bei erfahrenen Haltern die bevorzugte Methode, da sie sehr sicher ist und die Beschichtung nur etwa einmal pro Jahr erneuert werden muss.

### PTFE
PTFE, auch als Teflon bekannt, wird flüssig aufgetragen. Nach dem Trocknen bildet es einen dünnen Film, der keinerlei Unebenheiten bietet. So finden die Ameisen keinen Halt. Wichtig ist, dass das PTFE sehr dünn und sauber aufgetragen wird, da sich sonst Risse bilden, an denen die Ameisen Halt finden. Ein weiteres Problem sind die Silikonnähte des Formicariums, da auf diesen das PTFE schlecht hält. Dieses Problem kann dadurch gelöst werden, dass ein Streifen Klebefilm über das Silikon geklebt und anschließend mit PTFE bestrichen wird.

## Hinweise zur Haltung mitteleuropäischer Ameisenarten
Da alle mitteleuropäischen Ameisen eine Winterruhe halten, ist es empfehlenswert, das Formicarium transportabel zu gestalten, falls der Unterbringungsort nicht ganzjährig den Außentemperaturen entspricht.
Die Haltung von besonders geschützten Tierarten, darunter die meisten Waldameisen, ist nach dem Bundesnaturschutzgesetz verboten. Auch die Entnahme von Königinnen aus der freien Natur sollte unterlassen werden. Die Suche schädigt oft viele Kolonien, und das Fangen der Königin führt meist zum Sterben der Kolonie.

## Hinweise zur Haltung exotischer Ameisenarten
Oft werden die Risiken unterschätzt, die mit der Haltung von exotischen Ameisenarten einhergehen:
- Das Risiko biologischer Invasoren: Obwohl nicht jede absichtlich oder unabsichtlich freigelassene Kolonie lebensfähige Populationen entwickeln kann, gibt es doch einige Arten, die eine erhebliche Gefahr für die einheimische Flora und Fauna darstellen könnten. Da Ameisen in vielen Ökosystemen dominant sind, besteht die Gefahr, dass sich weitere Neozoen wie die bereits eingeschleppte Pharaoameise oder die Argentinische Ameise etablieren. Der Ausbruch einer Blattschneiderameisen-Art (später als Acromyrmex octospinosus bestimmt) in Köln 2006 ist dokumentiert und wurde sogar von der örtlichen Kölner Boulevardpresse wahrgenommen.[5][6]
- Es besteht die Gefahr, dass Parasiten und Pathogene auf einheimische Ameisen überspringen und diese Arten nachhaltig geschädigt werden.
- Schließlich gibt es das Risiko einer „intraspezifischen Homogenisierung“, d. h. Entstehung homogener Mischpopulationen, die möglicherweise Anpassungsmerkmale an bestimmte Habitate verlieren.

Gesetzliche Regelungen zum Kauf und Verkauf von exotischen Ameisenarten, wie etwa bei Reptilien, gibt es in Europa nicht.